# Двогранний кут

Двогранний кут

Двогранний кут — геометрична фігура, утворена двома півплощинами, обмеженими спільною прямою. Півплощини, які утворюють фігуру такого кута, називають гранями, а пряму, що їх обмежує, ребром.
Для визначення його величини використовується кут, утворений двома напівпрямими, що виникають внаслідок перетину двох напівплощин площиною, перпендикулярною до їх ребра, який називається лінійним кутом двогранного кута.
Усі лінійні кути двограного кута рівні між собою.
На відміну від кута між площинами (який може набувати значень від 0 до 90°), градусна міра лінійного кута двограного кута може набувати значень від 0 до 180°.

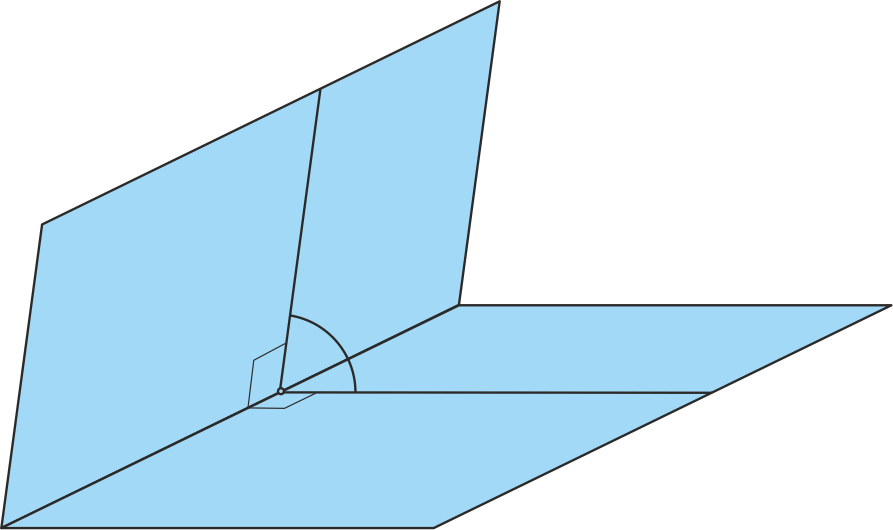
Лінійний кут двогранного кута

Щоб виміряти двогранний кут, можна взяти будь-яку точку на його ребрі і перпендикулярно до ребра в кожній грані провести з цієї точки промені. Лінійний кут між цими двома проментями й буде визначати градусну міру двогранного кута.
Якщо двогранний кут дорівнює 90°, то площини називають перпендикулярними.

## В аналітичній геометрії
В аналітичній геометрії косинус двогранного кута дорівнює скалярному добутку нормалей до площин:
{\displaystyle \cos \varphi =\mathbf {\bar {n}} _{1}\cdot \mathbf {\bar {n}} _{2}}.
Коли дві площини, що перетинаються, описуються в термінах декартових координат двома рівняннями
{\displaystyle a_{1}x+b_{1}y+c_{1}z+d_{1}=0}
{\displaystyle a_{2}x+b_{2}y+c_{2}z+d_{2}=0}
двогранний кут {\displaystyle \varphi }, між ними задається:
{\displaystyle \cos \varphi ={\frac {|a_{1}a_{2}+b_{1}b_{2}+c_{1}c_{2}|}{{\sqrt {a_{1}^{2}+b_{1}^{2}+c_{1}^{2}}}{\sqrt {a_{2}^{2}+b_{2}^{2}+c_{2}^{2}}}}}}
і задовольняє  {\displaystyle 0\leqslant \varphi \leqslant \pi /2.}
Інакше, якщо n A і n B є вектором нормалі до площини, то маємо
{\displaystyle \cos \varphi ={\frac {|n_{A}\cdot n_{B}|}{|n_{A}||n_{B}|}}}
де n A· n B — добуток векторів та | n A | | n B | є добутком їх довжин.
Абсолютне значення є обов'язковим у вищенаведених формулах, оскільки площини не змінюються при зміні всіх знаків коефіцієнтів в одному рівнянні або заміні одного вектора нормалі його протилежним. Проте абсолютних значень можна і слід уникати, розглядаючи двогранний кут двох півплощин, межі яких є однією і тією ж лінією. У цьому випадку півплощини можна описати точкою P їх перетину і трьома векторами b0, b1 і b2 такими, що P + b0 , P + b1 і P + b2 належать відповідно до перетину пряма, перша півплощина і друга півплощина. Двогранний кут цих двох півплощин визначається як
{\displaystyle \cos \varphi ={\frac {(b_{0}\times b_{1})\cdot (b_{0}\times b_{2})}{\mid b_{0}\times b_{1}\mid \mid b_{0}\times b_{2}\mid }}}
і задовольняє {\displaystyle 0\leqslant \varphi <\pi }. У цьому випадку перемикання двох напівплощин дає той самий результат, як і заміна {\displaystyle b_{0}} на {\displaystyle -b_{0}}. У хімії (див. нижче) ми визначаємо двогранний кут такий, що замінюється {\displaystyle b_{0}} на {\displaystyle -b_{0}} змінює знак кута, який може бути між {\displaystyle -\pi } і {\displaystyle \pi }.

## Структурна хімія

Ілюстрація відрізка білка з показаними діедральними кутами

У структурній хімії — кут між проєкціями двох зв'язків, що відходять від сусідніх атомів, на площину перпендикулярну до зв'язку, що з'єднує сусідні атоми. Наприклад, у чотириатомній системі X–A–B–Y це кут між проєкціями зв'язків X–A та B–Y на площині, перпендикулярній до зв'язку АВ. Використовується як геометричний дескриптор у молекулярному моделюванні. Синонім — торсійний кут.